# Jane Lawrence
Jane Lawrence Smith (3 février 1915 – 5 août 2005), née Jane Brotherton, est une actrice et chanteuse d'opéra américaine. Elle appartient à la scène artistique new-yorkaise à partir des années 1950.

## Biographie et activités
Jane Brotherton nait à Bozeman, dans le Montana, et grandit à Mt. Vernon, Washington. Elle est la fille de l'un des fondateurs de la Bozeman Canning Company, Lawrence Langham Brotherton.
En 1943, elle interprète le petit rôle de Gertie dans Oklahoma ! à Broadway. Cette même année, elle devient l'épouse de Tony Smith, architecte qui connaitra ensuite la célébrité avec son activité de sculpteur minimaliste. Elle était proche de Tennessee Williams, qui fut témoin de son mariage. Le couple Smith engendre trois filles ; Kiki Smith et Seton Smith, qui sont artistes, et Beatrice (Bebe) Smith Robinson (mariée au peintre et critique d'art Walter Robinson, avant qu'elle ne meurt de complications liées au SIDA ).
Alors qu'elle voyage en Europe en 1950, elle commence sa carrière en tant que chanteuse d'opéra en Allemagne. En 1951, elle chante le rôle d'Elettra sous la direction de Georg Solti lors de la présentation d' Idomeneo au Festival de Salzbourg.
Jane Lawrence Smith fut l'une des dernières survivantes du cercle proche des expressionnistes abstraits qui se sont fait connaître à New York dans les années 1940 et 1950. Son époux était un proche de Jackson Pollock et de Barnett Newman, et elle-même fut le modèle de l'une des dernières peintures en noir et blanc de Pollock, n° 7 (1952), se trouvant aujourd'hui au  Metropolitan Museum of Art,. Deux de ses filles, Kiki Smith et Seton Smith, sont artistes, la rapprochant encore un peu du monde de l'art. En 1980, année du décès de son mari, elle reprend son activité d'actrice. Elle s'adonne cette fois au théâtre d'avant-garde. Elle travaille alors avec les metteurs en scène John Jesurun, Joan Jonas et Marianne Weems. Elle obtient le rôle principal dans l'opéra no wave XS: The Opera Opus (1984-6), créé par le compositeur Rhys Chatham et l'artiste Joseph Nechvatal .
Elle ne jouera qu'un seul rôle au cinéma, celui de Clementine Brown dans Sailor's Holiday (1944) où elle donne la réplique à Arthur Lake et Shelley Winters. Elle y est créditée sous le nom de June Lawrence.

## Apparitions à Broadway
- Oklahoma! (1943) en tant que Gertie Cummings
- Inside USA (1948) dans plusieurs rôles
- Où est Charly ? (1948) en tant que Donna Lucia D'Alvadorez

## Sources
1. ↑  Smith, Roberta. "Jane Lawrence Smith, 90, Actress Associated With 1950's Art Scene, Dies." New York Times, August 22, 2005.
2. ↑  Pollock, Jackson. "Number 7." http://www.metmuseum.org. Retrieved January 28, 2014.
3. ↑  Willoughby Sharp, "Joseph Nechvatal, Machine Language Books, 1984. pp. 52-55.